# Fokföldi oroszlán
A fokföldi oroszlán (Panthera leo melanochaita) az oroszlán egyik többé-kevésbé kihalt változata. A „többé-kevésbé” korlátozás oka, hogy a maradványok alapján elvégzett, a teljes genomra kiterjedő genetikai vizsgálat kimutatta, hogy az elterjedt nézettől (így a jelen ismertetőnkben szerepkő tudományos nevétől) eltérően nem volt önálló alfaj, csak egy Afrika déli csücskén különösen elterjedt sötét sörényű színváltozat. A vele közel azonos élőhelyen kifejlett, világos szőrű változat a dél-afrikai oroszlán (Panthera leo krugeri). Annak ellenére, hogy dél-afrikai populációja kihalt, sötét (sörényű) oroszlánok spontán mutáció eredményeként a legkülönbözőbb természetes és mesterséges környezetekben feltűnnek, tehát a színváltozat kihaltnak nem tekinthető.

## Kutatásának története
A vélt alfajt 1842-ben írta le Ch. H. Smith. Típuspéldánya a Jóreménység-fokról származott.
Vratislav Mazák,  Károly Egyetem Természettudományi Karának professzorának elmélete szerint az alfaj azért alakult ki, mert élőhelyét (a Fokföldet) a  Nagy-lépcső (Rodgers-lépcső) kellőképp elszigetelte a kontinens egyéb részitől, és ezért ez a populáció a többi alfajtól elszigetelve fejlődött. Ez az elméletet a 21. század elején dőlt meg, amikor kimutatták, hogy a Fokföld, a Kalahári és Transvaal régiók oroszlánpopuláció kapcsolódhattak egymáshoz a Nagy-lépcső és az Indiai-óceán közötti folyosón.

## Származása, elterjedése
Fokföldön és Natalban élt. A jelenlegi közigazgatási beosztás szerint ezek a Dél-afrikai Köztársaság
- Nyugat-Fokföld,
- Kelet-Fokföld és
- KwaZulu-Natal tartományai.

A legtovább Oranje Szabadállam területén maradt fenn; itt az 1860-as években lőtték ki az utolsót.

## Megjelenése, felépítése
A típuspéldány egy nagyon nagy hím volt fekete szélű fülekkel és fekete sörénnyel, amely túlnyúlt a vállakon és a has alatt.
Edmund Heller amerikai zoológus úgy vélte, hogy a fokföldi oroszlán „kifejezetten” nagyobb volt, mint a többi alfaj, és koponyája is hosszabb,  bár keskenyebb volt azokénál. Ez egybecsengett a vadászok beszámolóival, amelyek szerint a legnagyobb, a 270 kg-ot megközelítő tömegű oroszlánokat a Vaal folyótól délre lőtték.
Ez a nézet annyira általánosan elterjedt, hogy az 1960-as években (Urania) még úgy vélték, hogy a fogságban kialakult hibrid oroszlántípus, a „menazséria”-, avagy állatkerti oroszlán kialakulásához a fokföldi (és az eredeti élőhelyén ugyancsak kihalt berber) oroszlán meghatározó mértékben járult hozzá.

## Fordítás
Ez a szócikk részben vagy egészben  a   Cape lion című angol Wikipédia-szócikk ezen változatának fordításán alapul.  Az eredeti cikk szerkesztőit annak laptörténete sorolja fel. Ez a jelzés csupán a megfogalmazás eredetét és a szerzői jogokat jelzi, nem szolgál a cikkben szereplő információk forrásmegjelöléseként.